# Miklós Somogyi
Miklós Somogyi (* 14. September 1896 in Abony, Komitat Pest, Königreich Ungarn; † 28. Dezember 1980 in Budapest) war ein ungarischer Politiker in der Kommunistischen Partei KMP (Kommunisták Magyarországi Pártja), der Partei der Ungarischen Werktätigen MDP (Magyar Dolgozók Pártja) sowie schließlich der Ungarischen Sozialistischen Arbeiterpartei MSZMP (Magyar Szocialista Munkáspárt), der unter anderem Staatsminister und Generalsekretär des Nationalrates der Gewerkschaften SZOT (Szakszervezetek Országos Tanácsa) war. Am 26. Februar 1957 wurde er zum Mitglied des Politbüro des ZK der MSZMP gewählt und gehörte diesem obersten Führungsgremium der Ungarischen Sozialistischen Arbeiterpartei bis zum IX. Parteikongress am 3. Dezember 1966 an.

## Leben

### Berufsausbildung und Gewerkschaftsfunktionär
Somogyi, dessen Vater verschiedene Berufe ausübte und einen kleinen Hof mit sieben Hektar Fläche bewirtschaftete, verließ mit vierzehn Jahren die Schule, um eine Berufsausbildung als Tischler zu beginnen. Nach Abschluss der Lehre am 1. September 1913 begab er sich als Geselle nach Deutschland und Belgien, um seine Berufskenntnisse zu erweitern. Während des Ersten Weltkrieges trat er in die Königlich-Ungarische Landwehr ein und diente zuletzt in einem Regiment an der Front in Italien, wo er am 3. November 1918 in Kriegsgefangenschaft geriet.
Nach der Entlassung aus der Kriegsgefangenschaft und seiner Rückkehr nach Ungarn im Dezember 1919 arbeitete er bis zum Ende des Zweiten Weltkrieges als Handwerker in den Dörfern des Komitat Pest wie Abony, Őrszentmiklós, Sashalom, Rákosszentmihály und Mátyásföld. Nach dem Eintritt in die Gewerkschaft der Bauarbeiter, die Nationale Vereinigung der ungarischen Arbeiter (Magyarországi Földmunkások Országos Szövetségébe) und die Sozialdemokratische Partei MSZDP (Magyarországi Szociáldemokrata Párt) 1923 begann er sein gewerkschaftliches und politisches Engagement. 1928 wurde er Mitglied im Zentralvorstand der Bauarbeitergewerkschaft und 1930 Leiter der Abteilung der Zimmerleute sowie 1933 Vizepräsident dieser Gewerkschaft. Als solcher gehörte er 1933 zu den Mitorganisatoren des 48-Stunden-Streiks der Bauarbeiter sowie 1935 des Streiks zur Einführung des Mindestlohns für Bauarbeiter.

### Zweiter Weltkrieg
Somogyi trat 1940 der illegalen Kommunistischen Partei KMP (Kommunisták Magyarországi Pártja) bei und wurde 1941 Vorsitzender der Gewerkschaft der Bauarbeiter. In dieser Zeit engagierte er sich auch in einer von dem 1939 verstorbenen Ethnographen István Györffy inspirierten Gruppe zur Förderung der ungarischen Folklore und beteiligte sich auch an der Bildung eines Nationalen Gedenkausschusses. In der Folgezeit organisierte er Demonstrationen wie am 15. März 1942 und wurde zwei Jahre später am 26. März 1944 wegen seiner politischen Aktivitäten verhaftet und in das Internierungslager Nagykanizsa verbracht, weil er eine Kooperation seiner Gewerkschaft mit der Regierung um Ministerpräsident Döme Sztójay ablehnte.
Nach seiner Freilassung im September 1944 wurde Somogyi als Vertreter der Kommunistischen Partei Mitglied eines Ausschusses zur Organisation des militärischen Widerstands. Dabei kam es am 12. Oktober 1944 auch zu Verhandlungen mit dem Regime von Reichsverweser Miklós Horthy und dem früheren Ministerpräsidenten István Bethlen, die letztendlich scheiterten. Daraufhin beteiligte er sich als Freiwilliger im Artúr Görgey-Bataillon am bewaffneten Kampf gegen das Horthy-Regime, ehe er von Truppen der Roten Armee verhaftet wurde. Kurz darauf wurde er jedoch freigelassen und nahm an den Kämpfen zur Einnahme von Gödöllő, der Sommerresidenz Horthys, und dann an der Debrecener Operation teil.

### Nachkriegszeit

#### Abgeordneter und Staatsminister
Nach Kriegsende zog Somogyi 1945 mit seiner Familie nach Budapest und nahm dort am Aufbau der Gewerkschafts- und Parteiorganisation teil.
Am 2. April 1945 wurde er zum Mitglied der Provisorischen Nationalversammlung (Ideiglenes Nemzetgyűlés) gewählt und im Mai 1945 als Staatsminister in die Provisorische Regierung (Ideiglenes Nemzeti Kormány) von Ministerpräsident Béla Miklós berufen. Dieses Regierungsamt bekleidete er bis zum 27. September 1945.
Bei den Wahlen vom 4. November 1945, 31. August 1947 und 15. Mai 1949 wurde er auf der Liste der Kommunistischen Partei und der Nationalen Volksfront (Magyar Függetlenségi Népfront) zum Abgeordneten des Parlaments (Országgyűlés) gewählt. Im Herbst 1948 spielte er eine führende Rolle beim Zusammenschluss der Gewerkschaften zum Nationalrat der Gewerkschaften SZOT (Szakszervezetek Országos Tanácsa) und damit zu einem gewerkschaftlichen Dachverband.
1949 wurde er Vorsitzender der Bauarbeitergewerkschaft, verlor diesen Poste jedoch im Frühjahr 1950 und nahm anschließend nur untergeordnete Aufgaben in der Gewerkschaft wahr.

#### Ungarischer Volksaufstand, Politbüromitglied und Generalsekretär des SZOT
1956 wurde er Direktor der Ziegel- und Baukeramikfabrik Épületkerámia Vállalat. Nach dem Volksaufstand wurde er am 31. Oktober 1956 zunächst Vize-Vorsitzender und dann am 2. Dezember 1956 Vorsitzender des Nationalrates der Gewerkschaften, nachdem er in einer Radioansprache am 9. November 1956 zur Unterstützung der Regierung von Ministerpräsident János Kádár aufgefordert hatte. Ende 1956 wurde er wieder Vorsitzender der Gewerkschaft der Bau-, Holz- und Baustoffindustriearbeiter und behielt diese Funktion bis Ende 1960.
Im November 1956 wurde Somogyi zum Mitglied des Zentralkomitees (ZK) der MSZMP gewählt und gehörte diesem bis zu seinem Tod an. Am 26. Februar 1957 wurde er zum Mitglied des Politbüro des ZK der MSZMP gewählt und gehörte diesem obersten Führungsgremium der Ungarischen Sozialistischen Arbeiterpartei bis zum IX. Parteikongress am 3. Dezember 1966 an. Des Weiteren wurde er auf diesem Parteitag auch zum Vorsitzenden der Zentralen Parteikontrollkommission gewählt, verlor diese Funktion jedoch im Dezember 1959.
Im Februar 1958 wurde er Nachfolger von Sándor Gáspár Generalsekretär des SZOT und bekleidete diese Funktion als Vorsitzender des Dachverbandes der Gewerkschaften bis zu seinem Rücktritt am 28. Juni 1965. Nachfolger wurde daraufhin sein Vorgänger Sándor Gáspár, der bis dahin Erster Sekretär der MSZMP-Parteileitung von Budapest war.
Bei den Wahlen vom 16. November 1958 wurde er wieder zum Abgeordneten des Parlaments gewählt und vertrat in diesem bis zum 28. Januar 1967 das Komitat Veszprém.
Auf dem XXI. Kongress des Nationalrates der Gewerkschaften wurde Somogyi am 6. Mai 1967 zum Vorsitzenden des Prüfungsausschusses gewählt und behielt diese Funktion bis zum 8. Dezember 1975. Ferner war er bis zu seinem Tod Mitglied des Nationalkomitees der Partisanenbewegung (Magyar Partizánszövetség).